# Sarcină neplanificată
Sarcinile neplanificate sunt sarcini care sunt neprevăzute sau nedorite în momentul concepției.
Cauza principală pentru sarcinile neplanificate este activitatea sexuală care are loc fără utilizarea măsurilor contraceptive  eficiente, de bună voie sau prin constrângere. La nivel mondial, rata de sarcinilor neplanificate este de aproximativ 45% din numărul total de sarcini, dar ratele variază în diferite zone geografice și între diferitele grupuri socio-demografice. În timp ce sarcinile neplanificate sunt principalul motiv pentru avorturile induse, aceste sarcini pot duce și la alte rezultate, cum ar fi nașterile vii sau avorturile spontane.
Eforturile de reducere a ratei sarcinilor neplanificate s-au concentrat pe îmbunătățirea accesului la metode de contracepție eficientă, prin consiliere eficientă și eliminarea barierelor din calea accesului la contracepție.

## Definiții
Cercetarea cu privire la ratele sarcinilor neplanificate este o provocare, deoarece clasificarea unei sarcini drept „intenționată” sau „neintenționată”,  „planificată” sau „neplanificată”, nu surprinde numeroasele considerații complexe ce țin de sentimentele unei persoane sau ale cuplului față de sarcină în sine sau de planurile lor de reproducere în general. Cu toate acestea, în scopul colectării datelor, o „sarcină neplanificată” este definită ca fiind o sarcină care apare atunci când o femeie își dorește să rămână însărcinată cândva în viitor, dar nu în momentul în care rămâne însărcinată, sau o sarcină care se întâplă atunci când femeia nu își dorește să rămână însărcinată (nici atunci, nici oricând în viitor).
În schimb, o „sarcină planificată” este una care este dorită în mod conștient în momentul concepției sau mai devreme. În scopuri de cercetare, toate sarcinile care nu sunt clasificate în mod explicit drept „neplanificate” sunt sarcini combinate, inclusiv acele sarcini în care femeia însărcinată se simte ambivalentă sau nesigură cu privire la sarcină. Majoritatea surselor iau în considerare intențiile femeii atunci când stabilesc dacă o sarcină este neplanificată. Există surse care iau în considerare și intențiile legate de sarcină a partenerului de sex masculin.
Numirea unei sarcini „neplanificată” nu indică dacă o sarcină este sau nu binevenită sau care este rezultatul sarcinii; sarcinile neplanificate se pot termina cu avort, avort spontan sau naștere.

## Epidemiologie

### Incidența globală
Rata globală a sarcinii neplanificate a fost estimată la 44% din toate sarcinile care au fost înregistrare între 2010 și 2014, corespunzând la aproximativ 62 de sarcini neplanificate la 1000 de femei cu vârste cuprinse între 15 și 44 de ani. În timp ce ratele de sarcină neplanificată au scăzut încet în majoritatea zonelor lumii, diferite regiuni geografice au rate diferite. Ratele tind să fie mai mari în regiunile cu venituri mici din America Latină și Africa, estimate la 96 și, respectiv, 89 de sarcini neplanificate la 1000 de femei, și mai mici în regiunile cu venituri mai mari, cum ar fi America de Nord și Europa, estimate la 47 și 41 de sarcini neplanificate la 1000 de femei.

### Incidența pe țară/regiune

#### Europa
Din 1990–1994 până în 2010–2014, ratele europene ale sarcinilor neintenționate au scăzut de la aproximativ 66 de astfel de sarcini la 1000 de femei cu vârsta cuprinsă între 15–44 de ani la 41. Aceste procente variază între diferitele țări europene.

#### Africa
Un sfert din sarcinile neintenționate au loc în Africa, iar rata medie a sarcinii neintenționate în Africa Subsahariană este de 33,9%.

#### America de Nord
Din 1990–1994 până în 2010–2014, ratele de sarcină neintenționată din America de Nord au scăzut de la aproximativ 50 de astfel de sarcini la 1000 de femei cu vârsta cuprinsă între 15 și 44 de ani la 47.

## Factori asociați cu sarcina neplanificată
Sarcina neplanificată apare de obicei ca un rezultat al activității sexuale realizată fără utilizarea contracepției sau prin neutilizarea corectă a acesteia. Astfel de sarcini pot apărea în ciuda utilizării corecte a contracepției, dar sunt mai puțin frecvente: dintre toate sarcinile neplanificate care au avut loc în 2008, de exemplu, femeile care au folosit contracepția modernă au reprezentat în mod constant doar 5% dintre sarcinile neplanificate, în timp ce femeile care folosesc contracepția în mod inconsecvent sau deloc au reprezentat 41% și, respectiv, 54% din toate sarcinile neplanificate.
Există mulți factori care pot influența utilizarea constantă a contracepției de către o persoană sau un cuplu; este posibil ca o femeie să nu înțeleagă riscul unei sarcini neplanificate și/sau să nu poată accesa servicii medicale și de consiliere de prevenire a sarcinii eficiente. În mod similar, o femeie poate să nu aibă control asupra a când/cum se implică în activitate sexuală. Astfel, mulți factori au fost asociați cu o probabilitate mai mare decât cea de a avea o sarcină neplanificată:

### Vârsta
În SUA, femeile mai tinere care sunt active sexual sunt mai puțin susceptibile de a utiliza contracepția decât alte grupe de vârstă și, prin urmare, au mai multe șanse să aibă sarcini neplanificate. Aproximativ 18% dintre femeile tinere cu vârsta cuprinsă între 15 și 19 ani cu risc de sarcină neplanificată nu folosesc metode contraceptive, comparativ cu 13% dintre femeile cu vârsta cuprinsă între 20 și 24 de ani și cu 10% dintre femeile cu vârsta cuprinsă între 25 și 44 de ani.
Din cele 574.000 de sarcini estimate la adolescenți (la femei tinere cu vârsta cuprinsă între 15 și 19 ani) în SUA în 2011, 75% au fost neplanificate. În 2011, rata sarcinilor neplanificate a fost de 41 la 1.000 de femei cu vârsta cuprinsă între 15 și 19 ani. Deoarece mulți adolescenți nu sunt activi sexual, aceste estimări subestimează riscul de sarcină neplanificată în rândul adolescenților care fac sex. Calculele care iau în considerare activitatea sexuală constată că ratele sarcinilor neplanificate sunt cele mai mari în rândul femeilor active sexual cu vârsta cuprinsă între 15 și 19 ani, comparativ cu alte grupe de vârstă. Aproximativ o treime din sarcinile neplanificate la adolescenți se termină cu avort.
În rândul adolescentelor din SUA rata sarcinilor neplanificate a scăzut între 2008 și 2011 cu 44% în rândul femeilor cu vârsta cuprinsă între 15 și 17 ani și cu 20% în rândul femeilor cu vârsta cuprinsă între 18 și 19 ani. Acest declin este atribuit mai degrabă îmbunătățirii utilizării contraceptivelor în rândul adolescenților activi sexual, decât modificărilor activității sexuale. 

### Statutul relației
În SUA, femeile necăsătorite, dar care locuiesc cu partenerul lor au o rată mai mare de sarcină neplanificată, în comparație atât cu femeile necăsătorite care nu conviețuiesc cu partenerii (141 față de 36–54 la 1000 de femei) cât și cu femeile căsătorite (29 la 1000 de femei).

### Venitul mai mic
Sărăcia și veniturile mai mici cresc riscul unei femei de a avea o sarcină neplanificată. În rândul femeilor cu venituri mici, aflate sub limita de sărăciei, rata sarcinilor neplanificate a fost de 112 la 1000 în 2011, de peste cinci ori mai mare decât rata femeilor cu venituri de cel puțin sau mai mare de dublul limitei de sărăcie (20 la 1000 de femei).

### Origine rasială/etnie minoritară
În SUA, femeile care se identifică ca minorități rasiale au un risc crescut de a avea o sarcină neplanificată. În 2011, rata sarcinilor neplanificate pentru femeile de culoare ne-hispanice a fost mai mult de două ori mai mare față de femeile albe non-hispanice (79 față de 33 la 1000 de femei).

### Nivel de educație scăzut
În 2011, femeile care nu au absolvit liceul au avut cea mai mare rată a sarcinilor neplanificate comparativ cu femeile din orice alt nivel de educație, la 73 la 1000, reprezentând 45% din toate sarcinile din acest grup. Ratele sarcinilor neplanificate au scăzut cu fiecare nivel de studii.

### Relații sexuale neconsensuale
Constrângerea sexuală, violul sau chiar sarcina forțată pot fi asociate cu o sarcină neplanificată, toate acestea având loc uneori în contextul violenței domestice. Sarcinile neplanificate sunt mai susceptibile de a fi asociate cu abuzul sexual decât sarcinile planificate. Acest abuz poate include și sabotajul contraceptiv, care reprezintă manipularea de către cineva a mijloacelor contraceptive pentru a submina eforturile de prevenire a sarcinii. Un studiu longitudinal efectuat în 1996 cu peste 4000 de femei din Statele Unite, urmărit timp de trei ani, a constatat că rata sarcinii legate de viol a fost de 5% în rândul victimelor cu vârsta cuprinsă între 12 și 45 de ani. Aplicarea acestei rate la violurile comise în Statele Unite ar indica faptul că există peste 32.000 de sarcini neplanificate, ca urmare a violurilor în fiecare an în Statele Unite.

## Implicații asupra sănătății publice
În Statele Unite, în 2011, 42% din toate sarcinile neplanificate s-au încheiat cu avort, iar 58% s-au încheiat cu naștere (fără a fi incluse avorturile spontane). Indiferent de rezultatul sarcinii, sarcinile neplanificate au un impact negativ semnificativ asupra sănătății individuale și publice.

### Nașteri neplanificate
Sarcina, fie că este planificată sau neplanificată, are riscuri și posibile complicații. În medie, sarcinile neplanificate care sunt duse la termen au rezultate mai slabe pentru femeia însărcinată și pentru copil decât sarcinile intenționate.

#### Oportunități ratate pentru îngrijirea preconcepțională
Sarcina neplanificată exclude, de obicei, consilierea și îngrijirea înainte de concepție. Pacientele cu sarcini neplanificate, cu comorbidități medicale preexistente, cum ar fi diabetul sau bolile autoimune, ar putea să nu poată optimiza controlul acestor afecțiuni înainte de a rămâne gravide, ceea ce este adesea asociat cu rezultate mai slabe în timpul sarcinii. Pacientele care iau medicamente teratogene cunoscute, cum ar fi unele dintre cele utilizate pentru epilepsie sau hipertensiune arterială, s-ar putea să nu aibă oportunitatea de a trece la un regim de medicamente non-teratogene înainte de o sarcină neplanificată. Sarcinile neplanificate împiedică posibilitatea de a rezolva posibilele bolile cu transmitere sexuală (BTS) înainte de sarcină; BTS netratate pot fi asociate cu nașterea prematură sau cu infecția ulterioară a nou-născutului.

#### Inițierea tardivă a îngrijirii prenatale
Pacientele cu sarcini neplanificate tind să intră în îngrijirea prenatală mai târziu. Cele cu sarcinile nedorite întârzie mai mult decât cele cu sarcini dorite dar care au loc la un mopment nepotrivit. Pacientele care se prezintă târziu la îngrijirea prenatală pot pierde, de asemenea, oportunitățile de testare genetică a fătului în al doilea trimestru, care pot identifica fetuși anormali și pot fi folosite în decizia de a continua sau de a întrerupe sarcina.

#### Sănătatea mentală maternă
Femeile cu o sarcină neplanificată sunt mai predispuse să sufere de depresie în timpul sau după sarcină.

#### Stresul relațional
Femeile cu sarcină neplanificată prezintă un risc crescut de violență fizică în timpul sarcinii și raportează că simt o instabilitate mai mare a relației.

#### Consumul de substanțe în timpul sarcinii
Femeile cu sarcini neplanificate sunt mai predispuse să fumeze tutun să bea alcool în timpul sarcinii, și să bea excesiv în timpul sarcinii, ceea ce influențează negativ starea de sănătate.

#### Rate crescute de naștere prematură și greutate mică la naștere
Sarcinile neplanificate au o probabilitate mai mare de naștere prematură  și au o probabilitate mai mare de greutate mică la naștere, în special pentru sarcinile nedorite.

#### Scăderea legăturii cu bebelușul
Sarcinile neplanificate au fost asociate cu o calitate mai scăzută a relației mamă-copil. 

#### Alăptare redusă
Femeile care nasc sarcini neplanificate au șanse mai mici să alăpteze, ceea ce face ca pacientele să beneficiezae mai puțin de rezultatele pozitive pentru sănătate atât pentru mame, cât și pentru sugari ale alăptării.

#### Rate crescute de neglijare și abuz asupra copiilor
Copiii născuți din sarcini neplanificate au un risc mai mare de a fi abuzați  și neglijați.

#### Rezultate mai slabe de dezvoltare pe termen lung
Copiii născuți din sarcini neplanificate au șanse mai mici să reușească la școală, au șanse mai mari să obțină scoruri semnificativ mai mici la testele de evaluare, să  trăiască în sărăcie și să aibă nevoie de asistență socială și să aibă un comportament delicvent și criminal.

#### Adopție
Sarcinile neintenționate pot avea ca rezultat o adopție a copilului, în care părinții biologici (sau părinții naturali) își transferă privilegiile și responsabilitățile părinților adoptivi. Părinții naturali aleg adopția atunci când nu doresc să fie părinți ai sarcinii curente și preferă să ducă sarcina la termen, decât să pună capăt sarcinii printr-un avort. În Statele Unite, 135.000 de copii sunt adoptați în fiecare an , ceea ce reprezintă aproximativ 3% din totalul născuților vii. Conform recensământului din 2010, în Statele Unite au existat 1.527.020 de copii adoptați, reprezentând 2,5% din toți copiii din SUA.

### Avorturi induse
Avortul, întreruperea voluntară a sarcinii, este una dintre consecințele principale ale sarcinii neplanificată. O mare parte a avorturilor provocate la nivel mondial se datorează sarcinilor nedorite. Sarcinile neplanificate duc la aproximativ 42 de milioane de avorturi induse pe an în întreaga lume. În Statele Unite, aproximativ 42% din toate sarcinile neplanificate s-au încheiat cu avort. Peste 92% dintre avorturi sunt rezultatul unei sarcini neplanificate.  
Avortul prezintă puține riscuri pentru sănătate atunci când este efectuat în conformitate cu tehnica medicală modernă. În zonele unde avorturile sigure nu sunt disponibile, avortul poate contribui semnificativ la mortalitatea maternă  și morbiditatea. 

### Mortalitate maternă
Pe parcursul a  șase ani dintre 1995 și 2000, au existat aproximativ 338 de milioane de sarcini neintenționate și nedorite la nivel mondial (28% din totalul de 1,2 miliarde de sarcini în acea perioadă). Aceste sarcini nedorite au dus la aproape 700.000 de decese materne (aproximativ o cincime din decesele materne în acea perioadă). Mai mult de o treime dintre decese au fost din cauza problemelor asociate cu sarcina sau nașterea, dar majoritatea (64%) au fost din cauza complicațiilor avortului nesigur sau insalubre. Majoritatea deceselor au avut loc în regiuni ale lumii cu resurse reduse, unde serviciile de planificare familială și de sănătate a reproducerii erau mai puțin disponibile. 

## Prevenție
Majoritatea sarcinilor neplanificate rezultă din neutilizarea contracepției sau din utilizarea contraceptivelor în mod inconsecvent sau incorect. În consecință, prevenirea include educație sexuală cuprinzătoare, disponibilitatea serviciilor de planificare familială și acces sporit la o serie de metode eficiente de control al nașterilor.

### Utilizarea contracepției
În SUA se estimează că 52% dintre sarcinile neplanificate rezultă din cuplurile care nu folosesc contracepție în luna în care femeia a rămas însărcinată, iar 43% sunt rezultatul utilizării contraceptive inconsecvente sau incorecte; doar 5% rezultă din eșecul contraceptivei.

## Istoric
Modalitățile vechi de prevenire a sarcinii neintenționate au inclus metoda retragerii și diverse alternative la actul sexual; sunt greu de utilizat corect și, deși sunt mai bune decât nicio metodă, au rate mari de eșec în comparație cu metodele moderne. Au fost, de asemenea, utilizate diverse dispozitive și medicamente despre care se crede că au proprietăți spermicide, contraceptive, abortive sau similare.
Avorturile au fost induse pentru a preveni nașterile nedorite încă din antichitate, iar metodele de avort sunt descrise în unele dintre cele mai vechi texte medicale.
Acolo unde contraceptivele moderne nu sunt disponibile, avortul a fost uneori folosit ca o modalitate principală de prevenire a nașterii. De exemplu, în cea mai mare parte a Europei de Est și în fostele republici sovietice din anii 1980, dimensiunea dorită a familiei era mică, dar metodele moderne de contracepție nu erau ușor disponibile, așa că multe cupluri se bazau pe avort, care era legal, sigur și ușor accesibil, reglementează nașterile.  Istoria avortului în România cuprinde și o astfel de perioadă. În multe cazuri, pe măsură ce contraceptivele au devenit mai disponibile, rata sarcinilor neintenționate și a avorturilor a scăzut rapid în anii 1990.
Infanticidul („ neonaticidul obișnuit”) sau abandonul sunt alte modalități tradiționale de a trata sugarii care nu au fost doriti sau pe care o familie nu îi poate întreține. Opiniile cu privire la moralitatea sau dezirabilitatea acestor practici s-au schimbat de-a lungul istoriei.
În secolele al XIX-lea și al XX-lea, numărul dorit de sarcini a scăzut, deoarece reducerile mortalității infantil a crescut șansele copiilor de a ajunge la vârsta adultă. Alți factori, cum ar fi nivelul de educație și oportunitățile economice pentru femei, au dus, de asemenea, la reduceri ale numărului dorit de copii. Pe măsură ce numărul dorit de copii scade, cuplurile își petrec mai mult din viața reproductivă încercând să evite sarcinile neintenționate.
 